# Мансон Корнер (Њујорк)
Мансон Корнер (енгл. Munsons Corners) насељено је место без административног статуса у америчкој савезној држави Њујорк.

## Демографија
По попису из 2010. године број становника је 2.728, што је 302 (12,4%) становника више него 2000. године.
| Група             | 2000.         | 2010.         |
| Белци             | 2.304 (95,0%) | 2.446 (89,7%) |
| Афроамериканци    | 15 (0,6%)     | 81 (3,0%)     |
| Азијати           | 27 (1,1%)     | 68 (2,5%)     |
| Хиспаноамериканци | 32 (1,3%)     | 68 (2,5%)     |
| Укупно            | 2.426         | 2.728         |